# Claterna gracillodina
Claterna gracillodina är en fjärilsart som beskrevs av George Francis Hampson 1926. Claterna gracillodina ingår i släktet Claterna och familjen nattflyn. Inga underarter finns listade i Catalogue of Life.